# Menadiona
La vitamina K3 (o menadiona) pertenece al grupo de las vitaminas liposolubles y es un agente muy importante en la coagulación sanguínea, interviniendo en la síntesis de los factores VII, IX & X de la coagulación, junto con la protrombina. La menadiona también contribuye en la producción de glucógeno a partir de la glucosa hepática y puede desempeñar cierta interacción en la formación del hueso y en la prevención de la osteoporosis. 
Normalmente, la vitamina K es adquirida por la dieta. Ésta se presenta en los vegetales, especialmente los de hojas verdes. Es muy poco frecuente la deficiencia de la vitamina K en todas sus derivaciones, excepto en los recién nacidos, pero cuando se presenta su deficiencia se presenta una coagulación anormal y hemorragias internas.

## Terminología
La menadiona es también llamada vitamina K3 debido a que es un derivado de la naftoquinona. Es un precursor de K2, y se clasifica en su mayoría como una provitamina. El nombre químico de la menadiona es 2-metil-1.4-naftoquinona.

## Usos
La menadiona se utiliza como medicamento en pacientes que presentan hipoprotrombinemia secundaria a alteraciones que limitan la absorción o síntesis de vitamina k, como por ejemplo: colitis ulcerosa, ictericia obstructiva, esprue, tratamiento antibacteriano, enfermedad hepática, y también en el tratamiento del déficit hipoprotrombinémico fisiológico del recién nacido.

## Contraindicaciones
La vitamina K3 es contraindicada en pacientes alérgicos a la vitamina K en general, también en pacientes con riesgo de anemia hemolítica por causa de la deficiencia de la glucosa-6-fosfato-deshidrogenasa. También es importante tener en cuenta que algunas presentaciones de la menadiona contienen excipientes con niveles muy altos de alcohol y puede ser riesgo en pacientes con enfermedad hepática, epilepsia, niños y mujeres embarazadas. Debe ser suministrada con precaución en pacientes con posible trombosis o insuficiencia renal.